# Tatjana Hörnle

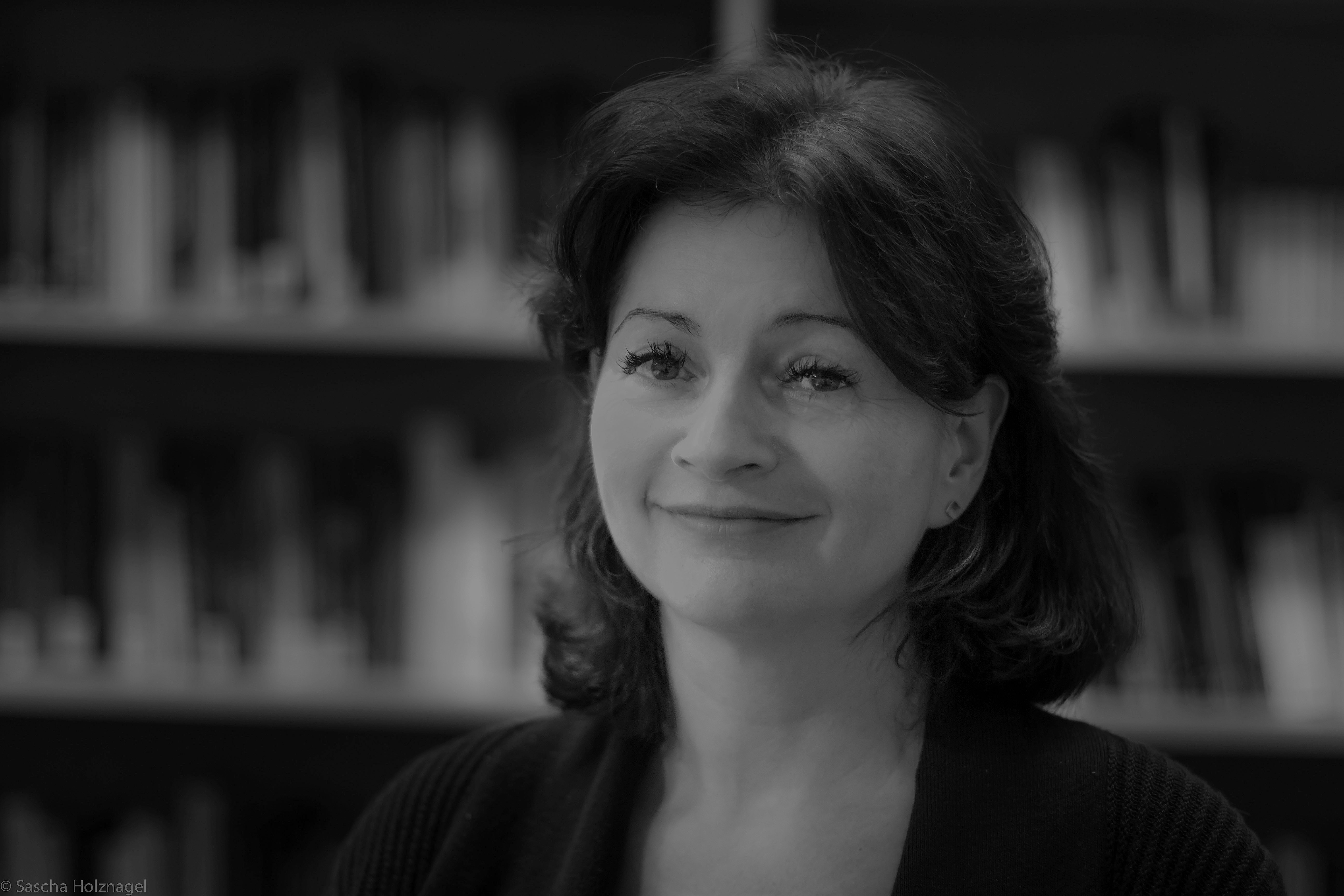
Tatjana Hörnle (2015)

Tatjana Hörnle (* 15. November 1963 in Tübingen) ist eine deutsche Rechtswissenschaftlerin und Rechtsphilosophin, die insbesondere durch ihre Arbeiten zum Sexualstrafrecht, zur Straftheorie und zur Philosophie der Menschenwürde bekannt wurde. Seit Juni 2019 ist sie Direktorin am Max-Planck-Institut zur Erforschung von Kriminalität, Sicherheit und Recht (ehemals Max-Planck-Institut für ausländisches und internationales Strafrecht) in Freiburg im Breisgau. Sie leitet am MPI die Abteilung Strafrecht.

## Leben und Werk
Hörnle studierte Jura an der Eberhard-Karls-Universität Tübingen. Sie absolvierte 1988 die erste und 1991 die zweite juristische Staatsprüfung. Ein Studium an der School of Criminal Justice, Rutgers State University of New Jersey, beendete sie 1993 mit einem Master of Arts in Criminal Justice.
Sie war 1993 bis 1999 wissenschaftliche Assistentin bei Bernd Schünemann am Institut für Rechtsphilosophie und Rechtsinformatik der Ludwig-Maximilians-Universität München (LMU); 1998 promovierte sie dort. Danach hatte sie ein Habilitationsstipendium der DFG; die Habilitation erfolgte 2003 an der LMU. Von 2004 bis 2009 war sie Professorin an der Ruhr-Universität Bochum, Lehrstuhl für Strafrecht, Strafprozessrecht und Rechtsphilosophie. Von Juli 2009 bis September 2019 war sie Professorin an der Humboldt-Universität zu Berlin, Lehrstuhl für Strafrecht, Strafprozessrecht, Rechtsphilosophie und Rechtsvergleichung; 2009/2010 war sie Adjunct Professor an der Faculty of Law der University of Toronto. Seit Juni 2019 ist sie Direktorin am Max-Planck-Institut zur Erforschung von Kriminalität, Sicherheit und Recht; sie leitet die Abteilung Strafrecht. Sie ist Honorarprofessorin an der Humboldt-Universität zu Berlin.
Außerdem ist sie ordentliches Mitglied der Berlin-Brandenburgischen Akademie der Wissenschaften und korrespondierendes Mitglied der Akademie der Wissenschaften und Literatur Mainz.  2017 wurde Tatjana Hörnle zum Mitglied der Deutschen Akademie der Naturforscher Leopoldina gewählt, 2020 zum Mitglied der Academia Europaea.

## Veröffentlichungen (Auswahl)

### Monographien, Lehrbücher, Kommentierungen
- Tatproportionale Strafzumessung. (Strafrechtliche Abhandlungen. Neue Folge, Band 123). Duncker & Humblot Verlag, 1999, ISBN 3-428-09700-9 (Dissertation Universität München 1998, 437 Seiten).
- Grob anstößiges Verhalten. Strafrechtlicher Schutz von Moral, Gefühlen und Tabus. Klostermann, Frankfurt am Main 2005, ISBN 3-465-03350-7 (Habilitationsschrift Universität München 2003, 520 Seiten).
- Kommentierung zu §§ 174–180, 182, 184i StGB (Straftaten gegen die sexuelle Selbstbestimmung). In: Gabriele Cirener, Henning Radtke u. a. (Hrsg.): Strafgesetzbuch. Leipziger Kommentar. Band 10: §§ 174–210. 13. Auflage. De Gruyter, Berlin/Boston 2023, ISBN 978-3-11-048886-9, S. 1–312, 338–360, 479–488.
- Kommentierung zu §§ 184–184h (Pornographiedelikte u.a.). In: Volker Erb, Jürgen Schäfer (Hrsg.): Münchener Kommentar zum Strafgesetzbuch. Band 3: §§ 80–184k. 4. Auflage. C. H. Beck, München 2021.
- Straftheorien. 2. Auflage. Mohr Siebeck, Tübingen 2017, ISBN 978-3-16-155578-7.
- Kriminalstrafe ohne Schuldvorwurf: Ein Plädoyer für Änderungen in der strafrechtlichen Verbrechenslehre. (Würzburger Vorträge zur Rechtsphilosophie, Rechtstheorie und Rechtssoziologie). Nomos, Baden-Baden 2013, ISBN 978-3-8487-0641-9.
- Mit Markus Dubber: Criminal Law: A Comparative Approach. Oxford University Press, 2014, ISBN 978-0-19-958960-9.
- Mit Markus Dubber: The Oxford Handbook of Criminal Law. Oxford University Press, 2014, ISBN 978-0-19-967359-9.

### Herausgeberschaften
- Mit Bernhard Hardtung, Reinhard Merkel u. a.: Strafrecht zwischen System und Telos. Festschrift für Rolf Dietrich Herzberg zum 70. Geburtstag am 14. Februar 2008. Mohr Siebeck, Tübingen 2008.
- Mit Roland Hefendehl, Luís Greco: Streitbare Strafrechtswissenschaft. Festschrift für Bernd Schünemann zum 70. Geburtstag am 1. November 2014. De Gruyter, Berlin/Boston 2014.

### Aufsätze und sonstige Beiträge in Sammelwerken und im Internet
- Verhandlungen des 70. Deutschen Juristentages Hannover 2014. Band I: Gutachten. Teil C: Kultur, Religion, Strafrecht – Neue Herausforderungen in einer pluralistischen Gesellschaft. Verlag C.H. Beck, München 2014, ISBN 978-3-406-66233-1.
- #MeToo – Versuch einer Bilanz. In: Praefaktisch.de, Januar 2019 online
- Ex-post-Triage: Strafbar als Tötungsdelikt? In: Tatjana Hörnle, Stefan Huster, Ralf Poscher: Triage in der Pandemie. Mohr Siebeck, Tübingen 2021, ISBN 978-3-16-160202-3, S. 149 ff.